# فهرست رؤسای جمهور ایالات متحده آمریکا بر پایه تحصیلات
بیشتر رؤسای جمهور ایالات متحده آمریکا حتی اولین‌هایشان، تحصیلات دانشگاهی انجام داده‌اند. مدارک دانشگاهی رؤسای جمهور را از عموم مردم متمایز کرده‌است و روسای‌جمهور حتی در زمانی که این مدارک بسیار نادر بودند و برای تصدی بیشتر مشاغل از جمله حقوق ضروری نبوده‌اند، مدرک دانشگاهی داشته‌اند. 
از چهل و چهار نفری که رئیس جمهور بوده‌اند، بیست و چهار نفرشان از کالج خصوصی در مقطع لیسانس، نه نفر از کالج دولتی در مقطع لیسانس فارغ‌التحصیل شده‌اند و دوازده نفر مدرکی نداشته‌اند. از ۱۹۵۳ همه روسای‌جمهور دارای مدرک کارشناسی بوده‌اند که منعکس کننده اهمیت فزاینده آموزش عالی در ایالات متحده آمریکا است.

## فهرست بر پایه مدرک

### از کالج فارغ‌التحصیل نشده‌اند
- جرج واشنگتن (مرگ پدر واشینگتن تحصیلات رسمی او را خاتمه داد اما او به تحصیلات رسمی اعتقاد راسخی داشت. او در وصیت نامه‌اش در حمایت از سه نهاد آموزشی پول باقی گذاشت)[۱]
- جیمز مونرو (در کالج ویلیام اند مری تحصیل کرد ولی برای جنگیدن در جنگ انقلاب آمریکا، ترک تحصیل کرد)
- اندرو جکسون
- مارتین ون بیورن
- ویلیام هنری هریسون (در کالج تحصیل کرد ولی فارغ‌التحصیل نشد)
- زکری تیلور
- میلارد فیلمور (دانشگاه ایالتی نیویورک در بافلو را تأسیس کرد)
- آبراهام لینکلن (فقط یک سال تحصیل رسمی از هر نوعی داشت)
- اندرو جانسون (هیچ تحصیل رسمی از هیچ نوعی نداشت)
- گروور کلیولند
- ویلیام مک‌کینلی (وارد کالج آلگنی (فارغ‌التحصیل نشد) و مدرسه حقوق آلبانی (فارغ‌التحصیل نشد) شد)
- هری ترومن (وارد کالج کسب و کار و مدرسه حقوق شد ولی فارغ‌التحصیل نشد)

### ام بی ای
| مدرسه                 | مکان   | رئیس(ان)‌جمهور    |
| --------------------- | ------ | ---------------- |
| مدرسه کسب‌و‌کار هاروارد | بوستون | - جرج دابلیو بوش |

### جی دی یا معادل آن
| مدرسه                       | مکان                    | رئیس(ان) جمهور                          |
| --------------------------- | ----------------------- | --------------------------------------- |
| کالج حقوق دانشگاه سینسیناتی | سینسیناتی، اوهایو       | - ویلیام هووارد تفت                     |
| مدرسه حقوق کلمبیا           | نیویورک                 | - تئودور روزولت - فرانکلین دلانو روزولت |
| مدرسه حقوق دانشگاه دوک      | دورهام، کارولینای شمالی | - ریچارد نیکسون                         |
| مدرسه حقوق ییل              | نیوهیون، کنتیکت         | - جرالد فورد - بیل کلینتون              |
| مدرسه حقوق هاروارد          | کمبریج، ماساچوست        | - رادرفورد بیرچارد هیز - باراک اوباما   |

ملاحظات: هیز، تفت، نیکسون و فورد مدرک LL.B. داشتند.

### پی اچ دی
| مدرسه                | مکان     | رئیس(ان) جمهور |
| -------------------- | -------- | -------------- |
| دانشگاه جانز هاپکینز | بالتیمور | - وودرو ویلسون |

### جزئیات تحصیلات کارشناسی روسای جمهور
| مدرسه                                                | مکان                     | رئیس(ان) جمهور                                                                         |
| ---------------------------------------------------- | ------------------------ | -------------------------------------------------------------------------------------- |
| کالج آلگنی                                           | مادویل، پنسیلوانیا       | - ویلیام مک‌کینلی (ترک تحصیل کرد)                                                       |
| کالج آمهرست                                          | امهرست، ماساچوست         | - کالوین کولیج                                                                         |
| کالج بودین                                           | Brunswick, Maine         | - فرانکلین پیرس                                                                        |
| کالج ویلیام و مری                                    | ویلیامزبرگ، ویرجینیا     | - توماس جفرسون - جیمز مونرو (ترک تحصیل کرد) - جان تایلر                                |
| دانشگاه کلمبیا                                       | نیویورک                  | - باراک اوباما                                                                         |
| کالج دیویدسن                                         | دیویدسن، کارولینای شمالی | - وودرو ویلسون (به دانشگاه پرینستون منتقل کرد)                                         |
| کالج دیکنسون                                         | Carlisle, Pennsylvania   | - جیمز بیوکنن                                                                          |
| یوریکا کالج                                          | یوریکا، ایلینوی          | - رونالد ریگان                                                                         |
| دانشگاه فوردهام                                      | برانکس، نیویورک          | - دونالد ترامپ (به دانشگاه پنسیلوانیا منتقل کرد)                                       |
| دانشگاه جرج‌تاون                                      | واشینگتن، دی.سی.         | - بیل کلینتون                                                                          |
| مؤسسه فناوری جورجیا                                  | آتلانتا                  | - جیمی کارتر (به آکادمی نیروی دریایی آمریکا منتقل کرد)                                 |
| Georgia Southwestern State University                | امریکاس، جورجیا          | - جیمی کارتر (به مؤسسه فناوری جورجیا منتقل کرد)                                        |
| کالج همپدن-سیدنی                                     | همپدن سیدنی، ویرجینیا    | - ویلیام هنری هریسون (ترک تحصیل کرد)                                                   |
| دانشگاه هاروارد                                      | کمبریج، ماساچوست         | - جان آدامز - جان کویینسی آدامز - تئودور روزولت - فرانکلین دلانو روزولت - جان اف. کندی |
| Hiram College                                        | حایرم، اوهایو            | - جیمز آبرام گارفیلد (به کالج ویلیامز منتقل کرد)                                       |
| کالج کنیون                                           | Gambier, Ohio            | - رادرفورد بیرچارد هیز                                                                 |
| مدرسه اقتصاد لندنA                                   | لندن، بریتانیا           | - جان اف. کندی (به دانشگاه پرینستون منتقل کرد)                                         |
| دانشگاه میامی                                        | آکسفورد، اوهایو          | - بنجامین هریسون                                                                       |
| Mount Union College                                  | الیانس، اوهایو           | - ویلیام مک‌کینلی (ترک تحصیل کرد)                                                       |
| کالج اکسیدنتال                                       | لس آنجلس                 | - باراک اوباما (به دانشگاه کلمبیا منتقل کرد)                                           |
| Ohio Central College                                 | Iberia, Ohio             | - وارن جی. هاردینگ                                                                     |
| دانشگاه پرینستون                                     | پرینستون، نیوجرسی        | - جان اف. کندی (به دانشگاه هاروارد منتقل کرد) - جیمز مدیسون - وودرو ویلسون             |
| دانشگاه ایالتی تگزاس در سن مارکوس                    | سن مارکوس، تگزاس         | - لیندون بی. جانسون                                                                    |
| Spalding's Commercial College (کانزاس‌سیتی، میزوری)   | کانزاس‌سیتی، میزوری       | - هری ترومن (ترک تحصیل کرد)                                                            |
| دانشگاه استنفورد                                     | استنفورد، کالیفرنیا      | - هربرت هوور                                                                           |
| دانشگاه لیدن                                         | لیدن، هلند               | - جان کویینسی آدامز (به دانشگاه هاروارد منتقل کرد)                                     |
| کالج یونین                                           | اسکنکتدی، نیویورک        | - چستر آلن آرتور                                                                       |
| دانشگاه میشیگان                                      | ان آربر، میشیگان         | - جرالد فورد                                                                           |
| دانشگاه کارولینای شمالی در چپل هیل                   | چپل هیل، کارولینای شمالی | - جیمز ناکس پولک                                                                       |
| دانشگاه پنسیلوانیا                                   | فیلادلفیا                | - دونالد ترامپ                                                                         |
| آکادمی نظامی ایالات متحده                            | وست پوینت، نیویورک       | - یولیسیز سایمن گرانت - دوایت آیزنهاور                                                 |
| United States Army Command and General Staff College | فورت لون‌وورت             | - دوایت آیزنهاور                                                                       |
| United States Army Industrial College                | واشینگتن، دی.سی.         | - دوایت آیزنهاور                                                                       |
| United States Army War College                       | Carlisle, Pennsylvania   | - دوایت آیزنهاور                                                                       |
| آکادمی نیروی دریایی آمریکا                           | آناپولیس                 | - جیمی کارتر                                                                           |
| Whittier College                                     | وایتیر، کالیفرنیا        | - ریچارد نیکسون                                                                        |
| کالج ویلیامز                                         | ویلیامزتاون، ماساچوست    | - جیمز آبرام گارفیلد                                                                   |
| دانشگاه ییل                                          | نیوهیون، کنتیکت          | - ویلیام هووارد تفت - جرج اچ. دابلیو بوش - جرج دابلیو بوش                              |

A.^ جی اف کی ثبت نام کرد ولی تحصیل نکرد